# Querência do Norte
Querência do Norte é um município brasileiro do estado do Paraná. Sua população é de 12.257, segundo dados do IBGE de 2016.
O município faz fronteira com os municípios de Icaraíma, Porto Rico e Santa Cruz de Monte Castelo e sua principal economia é agrícola, sendo umas das principais produtoras de arroz irrigado do estado do Paraná.

## História
Em meados de 1950, Carlos Antonio Franquelo e Angelo Bortolli, diretores da Companhia Colonizadora Brasil-Paraná Loteamentos S.A ., proprietária de extensa área de terras localizada no então Distrito de Paranavaí, no Município de Mandaguari, resolveram colonizá-la, com a venda de lotes, dando início, assim, à formação de um povoado.
Quando os primeiros moradores estabeleceram-se na localidade, oriundos de vários pontos do País e, em sua maioria do Rio Grande do Sul, o povoado recebeu a denominação de Querência do Norte. Entre esses pioneiros podemos citar os nomes de Otomal Eberhaldt, Eugenio Lange, Alexandre Roglio, Arcângelo Otomal, Albino Otomal, Aureliano Bispo de Mendonça, José Braga, Francisco Cearense, Saturnino Ferreira, Ernesto Ribeiro, Daniel Silveira e os irmãos Zago.
O Distrito de Paranavaí, pela Lei Estadual nº 790, de 14 de novembro de 1951, foi elevado a município autônomo, desmembrado de Mandaguari, e daquela data em diante, as terras situadas dentro de sua jurisdição passaram a ter grande procura e, em vista disso, o território do povoado de Querência do Norte, coberto de densa mata virgem, atraiu maior número, ainda, de colonos e agricultores.
Em 1953, Querência do Norte foi elevado à categoria de Distrito Administrativo do Município de Paranavaí e, em 1954, a município.

## Etimologia
O topônimo Querência é termo de gíria gaucha e significa lugar querido, onde se quer viver. Foi dado pelos seus primeiros colonizadores que na maior parte, vieram do Rio Grande do Sul.

## Administração
- Prefeito: Alex Sandro Fernandes (2021/2024)
- Vice-prefeito: vago (com a morte da titular, o vice assume a prefeitura[7])
- Presidente da Câmara: Márcio Cristiano Esser (2023/2024)[8]